# Puzzle de dissection
Un puzzle de dissection est un puzzle consistant à déterminer un découpage d'une figure géométrique donnée en pièces qui doivent être réassemblées pour obtenir une autre figure géométrique donnée. Des contraintes supplémentaires peuvent être imposées, comme l'utilisation d'un nombre minimal de pièces.

## Historique

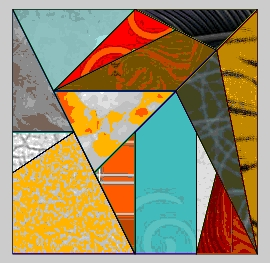
Le stomachion, un puzzle de dissection attribué à Archimède.

Les puzzles de dissection apparaissent très tôt comme des exercices de géométrie, et sont souvent utilisés comme preuves graphiques. La description la plus ancienne connue d'un puzzle de ce genre remonte à Platon et demande de découper deux carrés identiques en quatre morceaux pour reconstituer un carré unique. Ces puzzles furent également utilisés pour obtenir des démonstrations du théorème de Pythagore (voir par exemple l'article sur la trisection du carré, ou celle figurant dans le Zhoubi Suanjing). Un autre puzzle de cette période est le stomachion, apparaissant dans un traité d'Archimède, qui propose une division des deux carrés en quatorze pièces.

Au 10e siècle, les mathématiciens arabes utilisèrent des dissections dans leurs commentaires des Éléments d'Euclide. Au 18e siècle, le lettré chinois Dai Zhen a décrit une dissection élégante permettant une approximation du nombre π[réf. souhaitée].

Le puzzle du mercier (haberdasher's problem), créé par Henry Dudeney.

Ces puzzles devinrent populaires à la fin du 19e siècle, plusieurs journaux et magazines en publiant régulièrement ;  Sam Loyd aux États-Unis et Henry Dudeney en Angleterre en créèrent en grande quantité. Depuis, les puzzles de dissection sont utilisés dans l'enseignement des mathématiques ; la création de puzzles complexes est en particulier une occasion de mettre en œuvre des théorèmes de géométrie. L'analyse de la possibilité  théorique d'un puzzle de ce genre est connue  sous le nom de problème de dissection.
Les transformations par dissection de polygones réguliers furent le sujet de la chronique de Martin Gardner dans le Scientific American de novembre 1961, fournissant les meilleurs résultats connus alors, comme le puzzle du mercier ci-contre, dû à Dudeney, et  transformant un carré en triangle équilatéral.
La généralisation de certains de ces résultats à l'espace est le sujet du troisième problème de Hilbert, résolu (par la négative) par Max Dehn ; en un certain sens, la décomposition de Banach et Tarski peut aussi être vue comme un puzzle de dissection paradoxal.

## Types de puzzles de dissection

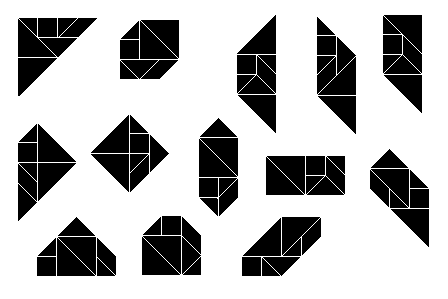
Les 13 formes convexes réalisables avec le tangram.

Certains puzzles de dissection sont conçus pour permettre de créer un vaste ensemble de figures géométriques, comme dans le cas du tangram, dont les sept pièces peuvent aussi bien être rassemblées en carré, triangle ou rectangle qu'en une grande variété de formes plus complexes, certaines très faciles, d'autres présentant un défi extrême ; c'est cette versatilité qui a fait le succès du puzzle.
D'autres dissections  peuvent, une fois découvertes, se prêter à des réalisations mécaniques : le puzzle du mercier peut ainsi être réalisé à l'aide de charnières (placées sur les quatre côtés du carré) permettant de passer d'une figure à l'autre par simple pivotement. D'un point de vue plus théorique, la recherche de décompositions minimales est un sujet toujours actif : on ignore, par exemple, s'il est possible de réaliser le puzzle du mercier avec trois pièces, ou de trisecter le carré avec cinq pièces.

Le puzzle du carré manquant en animation

Plusieurs auteurs, dont Sam Loyd, ont également construit des fausses décompositions, comme le puzzle du carré manquant, où une illusion d'optique amène à penser que l'aire de la figure reconstituée a changé.